# Prešov (region)
Prešov (slovakisk Prešovský kraj) er en af Slovakiets otte administrative regioner, beliggende i landets nordøstlige del. Regionen har et areal på 8.975 km² og en befolkning på 798.596 indbyggere (2005). Regionens hovedby er Prešov og består af tretten distrikter (okresy).

## Eksterne links
- Officielle hjemmeside Arkiveret 26. august 2008 hos  Wayback Machine (slovakisk)

- Wikimedia Commons har flere filer relateret til Prešov (region)

49°00′06″N 21°14′22″Ø / 49.0017°N 21.2394°Ø